# Pedro Siza Vieira
Pedro Siza Vieira (né le 14 juillet 1964) est un avocat et homme politique portugais qui est vice-Premier ministre en 2017 et ministre de l'Economie en 2018 dans le gouvernement du Premier ministre António Costa,.

## Jeunesse et éducation
Siza Vieira est né à Lisbonne, où son père Antonio Carlos, ingénieur chimiste de Matosinhos, dans la banlieue de Porto, travaille à l'époque chez CUF, un grand conglomérat industriel. La famille de Siza retourne dans le nord et vit à Matosinhos et Santo Tirso, où il termine ses études secondaires. Siza s'inscrit à la Faculté de Droit de l'Université de Coimbra et obtient son diplôme en droit à la Faculté de Droit de l'Université de Lisbonne.

## Carrière
Siza Vieira rejoint le gouvernement en 2017, venant du cabinet d'avocats Linklaters. En tant qu'avocat, il est associé chez Morais Leitão, J. Galvão Teles e Associados et associé chez Linklaters entre 2002 et 2017, et associé directeur du bureau de Lisbonne du cabinet entre 2006 et 2016.
En tant que ministre, Siza Vieira lance notamment en 2021 un fonds de 1,3 milliard d'euros pour renforcer le capital des petites et moyennes entreprises durement touchées par la Pandémie de Covid-19 au Portugal, principalement dans les secteurs du tourisme et du commerce de détail.